# 米夏埃尔·克莱因
米夏埃尔·克莱因（羅馬尼亞語：Michael Klein，1959年10月10日—1993年2月2日），罗马尼亚男子足球运动员，司职后卫。他曾代表罗马尼亚国家队参加1990年国际足联世界杯，结果队伍止步十六强。